# Vodka-Red Bull
Le vodka-Red Bull est un cocktail à base de vodka et de Red Bull.